# Amy Shira Teitel
Amy Shira Teitel (* 7. März 1986 in Toronto, Ontario, Kanada) ist eine kanadisch-US-amerikanische populärwissenschaftliche Schriftstellerin und Journalistin.

## Leben
Amy Shira Teitel wurde in Toronto geboren, lebt aber seit einigen Jahren in Kalifornien. Sie absolvierte am University of King’s College, Halifax, Nova Scotia (BA), ein Wissenschafts- und Technikgeschichte-Studium.
Amy Shira Teitel ist eine Schriftstellerin und Raumfahrthistorikerin. Unter dem Kanalnamen „The Vintage Space“ setzt sie sich auf YouTube und in Podcasts mit der Geschichte der Raumfahrt auseinander. Sie hat auch Artikel für The Daily Beast, National Geographic, Discovery News, Wissenschaftlicher Amerikaner, Ars Technica, Al Jazeera English und "Popular Science" geschrieben und kommentiert. Sie ist Co-Host für den Online-Kanal DNews von Discovery Channel.
Amy Shira Teitel bezeichnet sich selbst als „professionellen Nerd der Weltraumgeschichte“, und laut The Sydney Morning Herald hat die Popularität ihres YouTube-Kanals auch dazu geführt, dass sie zu einer Art „Mädchen für Wissenschaftssendungen im Mainstream-Fernsehen“ wurde.

## Karriere

### Schriftsteller
Ihr erstes Buch, das auf ihrer Recherche für ihre Masterarbeit Breaking the Chains of Gravity (Bloomsbury 2015) basiert, erzählt die Geschichte des aufstrebenden Raumfahrtprogramms der USA. Es war ihr Debüt-Buch und Kirkus Reviews nannte es ein „Muss“ für jeden, der sich für die frühe Geschichte der Weltraumforschung interessiert. Booklist nannte es ein „gutes Autorendebüt“. Das Buch beschreibt die frühen Pioniere von Raketen in den späten 1920er Jahren bis zur Gründung der NASA.
Als jüdische Schriftstellerin sei sie in eine schwierige Situation geraten, als sie über ihren Kindheitshelden Wernher von Braun, der ein Nazi und Mitglied der SS war, schrieb: „Es ging darum, die Geschichte richtig zu machen. Ich bin sehr leidenschaftlich, aber ich musste auch vorsichtig sein, um den Zorn meiner Familie nicht zu erwecken.“
Es gibt Vorwürfe, dass einige ihrer früheren Schriften Plagiate enthielten.

### Video und andere Medien
Sie hat für The Daily Beast, National Geographic, Discovery News, Scientific American, Ars Technica und Al Jazeera Englisch geschrieben.
Sie ist Co-Moderatorin für den Online-DNews-Kanal von Discovery Channel. Laut The Sydney Morning Herald  führte die Popularität ihres YouTube-Kanals dazu „[…] dass sie zu einer Art Mädchen für wissenschaftliche Shows im Mainstream-Fernsehen wurde.“ Außerdem veranstaltet sie eine wöchentliche Show auf ihrem eigenen YouTube-Kanal „The Vintage Space“; darüber hinaus veranstaltet sie einen wöchentlichen Podcast unter demselben Namen, die beide die Geschichte der Raumfahrt rund um die Welt behandeln.

## Schriften
- Breaking the Chains of Gravity. The Story of Spaceflight before NASA. Bloomsbury Sigma, 2017, ISBN 978-1-4729-1124-7.